# Hoplocercidae
Hoplocercidae  (лат.) — семейство ящериц из инфраотряда игуанообразные.

## Описание
Некрупные ящерицы, которые достигают размеров от 9,6 до 19,2 см в длину (от кончика морды до отверстия клоаки). 
Как и другие семейства, которые ранее входили в семейство игуановых, Hoplocercidae обладают плевродонтными зубами, что отличает их от игуанообразных ящериц Старого Света (агам и хамелеонов).

## Распространение
Обитают в тропических лесах Южной и Центральной Америки от Панамы до Бразилии и Боливии. При этом представители родов эниалоидесы и моруназаурусы населяют влажные леса, а шипохвостая игуана живёт главным образом в сухих лесах.

## Образ жизни
Некоторые виды роют неглубокие норы в почве, а шипохвостая игуана используют свой колючий хвост, чтобы заблокировать вход в нору. Самцы этого вида также могут использовать хвост в качестве орудия защиты.
Как правило ведут дневной образ жизни, хотя шипохвостые игуаны избегают солнечного света. Питаются насекомыми и пауками. 
Предположительно, все виды семейства являются яйцекладущими, но о размножении этих ящериц известно очень мало.

## Классификация
Ранее это небольшое семейство наземных ящериц вместе с шестью другими семействами рассматривалось в качестве подсемейства семейства игуановые.
На май 2022 года в семействе насчитывалось 20 видов, входящих в 3 рода:
| Латинское название | Русское название                     | Количество видов |
| ------------------ | ------------------------------------ | ---------------- |
| Enyalioides        | эниалоидесы                          | 16               |
| Hoplocercus        | шилохвостые игуаны, или гоплоцеркусы | 1                |
| Morunasaurus       | моруназаурусы                        | 3                |